# Agrodiaetus transcaspica
Agrodiaetus transcaspica är en fjärilsart som beskrevs av Otto Staudinger 1899. Agrodiaetus transcaspica ingår i släktet Agrodiaetus och familjen juvelvingar. Inga underarter finns listade i Catalogue of Life.